# Ztracená Líza
Ztracená Líza (v anglickém originále Lost Our Lisa) je 24. díl 9. řady (celkem 202.) amerického animovaného seriálu Simpsonovi. Scénář napsal Brian Scully a díl režíroval Pete Michels. V USA měl premiéru dne 10. května 1998 na stanici Fox Broadcasting Company a v Česku byl poprvé vysílán 11. dubna 2000 na stanici ČT1.

## Děj
Bart a Milhouse navštíví obchod s žertovnými předměty a poté, co si Bart vyzkouší několik nových rekvizit na obličej, navštíví Homera v elektrárně, aby si půjčili jeho superlepidlo. Mezitím Marge a Líza naplánují výlet do Springsonova muzea, aby si mohly prohlédnout egyptskou výstavu. Když se však Bart vrátí domů se svými rekvizitami na obličeji, Marge mu nařídí, aby si je sundal. Protože je však Bart kvůli superlepidlu není schopen sundat, je Marge nucena odvézt ho do nemocnice, a proto nemůže odvézt Lízu na výstavu. Zakáže také Líze, aby jezdila sama autobusem, protože je to pro její věk příliš nebezpečné. 
Líza zavolá Homerovi a zeptá se jeho, jestli může jet autobusem. Zdá se, že si není jistý, nicméně jej Líza přemluví, aby jí jízdu autobusem povolilm. Jakmile však Líza nastoupí do autobusu, zjistí, že je ve špatném autobuse. Řidič jí ještě přidá na újmě tím, že jí odmítne poradit a vysadí ji „uprostřed ničeho“. Během polední pauzy v práci řekne Homer Lennymu a Carlovi, že nechal Lízu jet autobusem samotnou. Když ho upozorní na chybný úsudek, Homer odejde z práce a jde ji hledat. Zamíří do muzea a skončí v centru Springfieldu, kde Líza mezitím nalezla Cletuse. Aby se dostal výš, použije zdvihací plošinu blízkého automobilu. Homer a Líza se spatří, ale vozidlo se rozjede dozadu a sjede z kopce a posléze sklouzne z okraje mola v přístavu do řeky. Líza řekne obsluze padacího mostu, aby most zavřela a Homer se mohl chytit. Jeho hlava se ale zachytí mezi oběma zavírajícími se polovinami, a on tak přežije jen s několika šrámy od pneumatik na čele. 
Mezitím, co je Bart vyšetřován doktorem Dlahou, se Dlahovi podaří Barta obelstít tím, že mu vyhrožuje, že mu dá sérii bolestivých injekcí do páteře. Bart se v hrůze silně zpotí, což má za následek, že rekvizity spadnou. Dlaha pak vysvětlí, že pot hrůzy byl klíčem k odstranění přilepených rekvizit; „zbraň“, kterou použil, je ve skutečnosti stroj na přišití knoflíků. Když se Marge s Bartem vrátí domů, donutí Barta, aby se Líze omluvil za to, že se jí posmíval a zkazil jí výlet; když s ní mluví přes dveře jejího pokoje, netuší, že stále není doma. 
Když se Homer a Líza znovu setkají, řekne jí, že v životě je správné riskovat. Oba se rozhodnou, že do muzea přece jen půjdou, a to tak, že do něj vstoupí ilegálně, protože je nyní zavřené. V muzeu učiní fascinující objev – zjistí, že Isidina koule je hrací skříňka, o čemž vědci a zaměstnanci muzea neví. Líza dojde k závěru, že to, co říkal její otec o rizicích, bylo správné – dokud se nespustí alarm a z budovy je nevyženou hlídací psi.

## Produkce
Scenárista Mike Scully přišel s nápadem na zápletku, protože kdysi žil v západním Springfieldu ve státě Massachusetts a ptal se rodičů, jestli může jet autobusem do Springfieldu ve státě Massachusetts, a ti mu to nakonec jednoho dne dovolili. Produkční tým se během vývoje této epizody potýkal s několika problémy. Animátoři museli vymyslet speciální ústní schéma, aby nakreslili Bartova ústa s vtipně vloženými zuby. Hromada mrtvých zvířat na korbě Cletusova auta původně obsahovala mrtvá štěňata, ale animátorům se zdála příliš smutná, a tak je odstranili. Scully kdysi psal vtipy pro Jakova Smirnoffa, takže mu zavolal, aby od něj sehnal nápisy v ruštině. Dan Castellaneta se musel naučit správnou ruskou výslovnost, aby mohl co nejlépe v jedné ze scén namluvit ruského šachistu.
Na DVD vydání epizody v 9. sérii animátoři Simpsonových používají zařízení zvané telestrator, aby v epizodě ukázali podobnost mezi Krustym a Homerem. V této epizodě se naposledy objevuje postava Lionela Hutze, který stojí na autobusové zastávce s Lízou, ale nemluví. Vzhledem k úmrtí Phila Hartmana byly opakující se postavy Lionela Hutze a Troye McClurea ze seriálu vyřazeny.

## Témata
Chris Turner ve své knize Planet Simpson uvádí Líziny zážitky z autobusu jako příklad „satirického smíchu na úkor Lízina idealismu“. Díl je citován v knize The Simpsons and Philosophy: D'oh! of Homer spolu s epizodami Líza bortí mýty, Líza královnou krásy a Lízin saxofon, aby ilustroval Homerovo „úspěšné sbližování s Lízou“.
K analýze rozdílu mezi heuristickým a algoritmickým rozhodováním autoři využívají výroky Homera v této epizodě. Homer vysvětluje Líze: „Bez bláznivin by život neměl žádný smysl. Byl by nudnej. I když maminka je nedělá, což je do určité míry v pořádku. Ale já, já jsem díky bláznivinám zažil spoustu skvělejch dobrodružství.“ Autoři knihy The Psychology of The Simpsons interpretují tento Homerův výrok tak, že se „spoléhá na své minulé zkušenosti s podstupováním obrovských, smrtelných rizik a s tím, že nakonec dopadl dobře, aby ospravedlnil své snažení za těch nejextrémnějších okolností“.

## Přijetí
V původním vysílání skončil díl v týdnu od 4. do 10. května 1998 na 45. místě ve sledovanosti s ratingem 7,8, což odpovídá přibližně 7,6 milionu domácností. Byl to čtvrtý nejlépe hodnocený pořad na stanici Fox v tomto týdnu, hned po seriálech Akta X, Ally McBealová a Tatík Hill a spol.
Warren Martyn a Adrian Wood o epizodě píší ve své knize I Can't Believe It's a Bigger and Better Updated Unofficial Simpsons Guide: „Úžasná epizoda, spousta dobrých vtipů a chytrých situací… A co je nejlepší, Líza pracuje inteligentně. Spojení otce a dcery bylo málokdy příjemnější a milejší. Dodá vám hřejivý pocit.“ Recenze DVD vydání 9. série Simpsonových v deníku Daily Post uvádí, že obsahuje „super ilustrované barevné komentáře" k epizodám Všichni zpívají a tančí a Ztracená Líza.